# Erwin Neher
Erwin Neher (Landsberg am Lech, 20 de março de 1944) é um biofísico alemão.

## Biografia
Erwin Neher estudou física na Universidade Técnica de Munique, de 1963 a 1966.
Em 1966 obteve uma bolsa Fulbright para estudar nos Estados Unidos. Passou um ano na Universidade do Wisconsin-Madison, onde obteve um mestrado em biofísica.
Em 2003 Neher foi um dos 21 ganhadores do Prêmio Nobel que assinaram o Manifesto Humanista.
Foi agraciado com o Nobel de Fisiologia ou Medicina de 1991.